# 周明安
周明安（1921年—1983年），男，辽宁大连人，中华人民共和国政治人物，曾任辽宁省人民政府副省长，辽宁省人大常委会副主任，第三届全国人大代表。